# Caiolo
Caiolo (Cajööl in dialetto valtellinese) è un comune italiano di 1 052 abitanti della provincia di Sondrio in Lombardia, situato nel cuore del Parco delle Orobie Valtellinesi, a sud del capoluogo. Caiolo è conosciuto in provincia per la sua aviosuperfice e per il campo da golf a 18 buche che si estende in parte anche nel territorio di Cedrasco.

## Geografia fisica

### Territorio
Il comune di Caiolo, la cui sede comunale si trova a 335 m s.l.m., nel fondovalle della bassa Valtellina a ridosso del versante orobico, è caratterizzato da un territorio montuoso con una altezza minima di 278 m s.l.m. e una massima di 2663 m s.l.m. Il territorio circostante è ricco di valli delle quali la più importante è la Val Livrio. Il torrente Livrio nasce dal lago del Publino (2118 m s.l.m.) dove, nel 1951, è stata costruita una diga. Poco distante dal lago è situato il Corno Stella dalla cui cima, nei giorni limpidi, è possibile vedere a sud la Pianura Padana, a ovest il Monte Rosa e a nord il Pizzo Bernina.

## Storia
Il paese ha origini molto antiche, infatti sono state trovate in epoca precedente alcune monete romane e un paal-stab, un coltello usato dai Galli nei riti sacrificali. In passato l'abitato si chiamava Soltojo, nome che deriva forse dalla parola latina "saltus" che significa selva o bosco, dei quali il territorio è ricco; smise definitivamente di assumere questo nome dal 1522 quando in un atto consiliare inspiegabilmente non venne più utilizzato Soltojo ma Cajolo che deriva probabilmente dal nome di una diffusa stirpe valtellinese, i "cà degli joli".
Nel 1202 il feudo comprendente il territorio di Caiolo venne concesso da parte del Vescovo di Como alla famiglia dei Capitanei di Sondrio e solo successivamente, nel 1446 Caiolo divenne comune libero sotto il dominio degli Sforza.
Nel 16 marzo 1487 venne combattuta la battaglia di Caiolo; nell'occasione si scontrarono le truppe dei Grigioni e quelle del Ducato di Milano capitanate da Ludovico il Moro le cui ambizioni erano quelle di fermare l'avanzata dei Grigioni che dall'Alta Valtellina erano giunti fino alla piana di Caiolo. Lo scontro avvenne a fondovalle tra i torrenti Livrio e Val Canale in un territorio allora paludoso per le esondazioni del fiume Adda e questo favorì le truppe milanesi che tra i canneti erano agevolate nel fare agguati alle truppe nemiche; forse è proprio per questo che Ludovico il Moro riuscì a sconfiggere i Grigioni e a sedare temporaneamente le loro mire espansionistiche.
La popolazione di Caiolo ebbe il suo apice nel 1589 quando contò circa 1 500 abitanti anche se poco dopo nel '600 arrivò la peste anche in Valtellina che decimò buona parte della popolazione.
Fino al 1700 Caiolo e i territori limitrofi vennero colpiti da carestie e gli allevamenti, in particolare quelli lasciati al pascolo negli alpeggi, furono frequentemente minacciati dagli attacchi dei lupi e degli orsi, estinti dal secolo scorso a causa della caccia. Le uniche fonti di sostentamento furono i cereali come la segale, il frumento, il grano saraceno e i prodotti appena importati dall'America come le patate e il granoturco le cui coltivazioni sono tuttora presenti.
Nella seconda metà dell'Ottocento la popolazione diminuì a causa dell'immigrazione in America, in Oceania e in Svizzera e a causa delle malattie come il gozzo e le febbri intermittenti causate dal lavoro nelle paludi nelle quali si raccoglieva la canapa. Il problema si risolse solo quasi un secolo dopo quando l'area venne bonificata e vennero costruiti gli argini per contenere il fiume Adda.

### Simboli
Lo stemma del Comune di Caiolo è stato concesso con decreto del presidente della Repubblica del 4 aprile 2007.
(D.P.R. del 4 aprile 2007)
Il gonfalone è un drappo partito di nero e di giallo.

## Monumenti e luoghi d'interesse

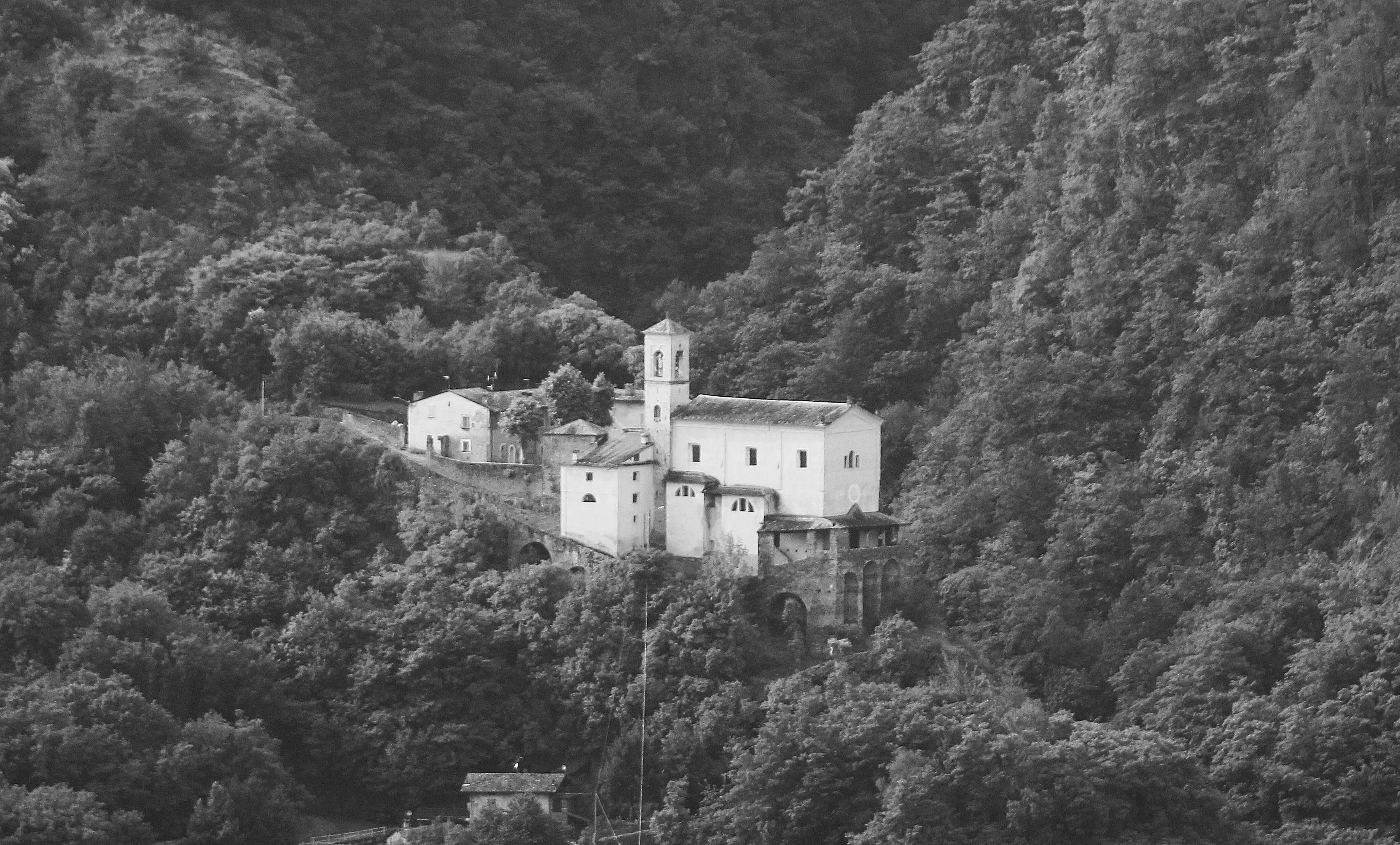
Chiesa di San Vittore

Nel comune di Caiolo sono situate due torri, la torre di Soltojo e la torre di Ca' di Cup; la prima torre sorge su un poggio a 511 m s.l.m. in un fitto bosco di castagno, luogo dal quale era possibile avvistare le attività della valle ma anche da dove poter vedere i segnali provenienti dall'altra torre di Caiolo e un'ulteriore torre posta sulle Alpi Retiche. La torre di Soltojo ha origini molto antiche infatti venne probabilmente costruita dai Capitanei nel XIII secolo ma la tradizione vuole che sia stata costruita nel 1041 per volontà di Enrico III. Nonostante sia stata quasi completamente distrutta nel '600 dai Grigioni la parte inerte è rimasta intatta fino ai giorni nostri anche se non è più possibile apprezzarne l'antichità dopo la recente ristrutturazione. La suggestiva chiesa di San Vittore è posta sopra una parete rocciosa situata a picco sopra il torrente Livrio. La chiesa è stata edificata nel 1617 sopra un'antica chiesa medievale e si erge su delle imponenti arcate. L'ancona con l'Adorazione del Bambino, nella chiesa di San Vittore, è una pregevole opera d'intaglio di Andrea da Milano, allievo di Giovanni Antonio Amadeo.
Nel 2025 è stata scoperta una tomba etrusca risalente al VII secolo avanti Cristo.

## Società

### Evoluzione demografica
Abitanti censiti

## Infrastrutture e trasporti

### Aeroporti
Nel territorio comunale è presente l'aviosuperfice di Sondrio-Caiolo.

## Amministrazione
| Periodo        | Periodo        | Primo cittadino  | Partito      | Carica  | Note  |
| -------------- | -------------- | ---------------- | ------------ | ------- | ----- |
| 25 maggio 2014 | 26 maggio 2019 | Giuseppe Pirana  | Lista civica | Sindaco | [ 8 ] |
| 26 maggio 2019 | 9 giugno 2024  | Primavera Farina | Lista civica | Sindaco | [ 8 ] |
| 9 giugno 2024  | in carica      | Bianchini Pietro | Lista civica | Sindaco | [ 8 ] |